# Saint-Genès-Champespe
Saint-Genès-Champespe település Franciaországban, Puy-de-Dôme megyében. Lakosainak száma 205 fő (2022. január 1.). Saint-Genès-Champespe Champs-sur-Tarentaine-Marchal, Montboudif, Trémouille, Égliseneuve-d’Entraigues, Picherande és Saint-Donat községekkel határos.

## Népesség
A település népessége az elmúlt években az alábbi módon változott:
| Lakosok száma | 226  | 224  | 228  | 219  | 218  | 218  | 216  | 211  | 205  |
|               | 2013 | 2015 | 2016 | 2017 | 2018 | 2019 | 2020 | 2021 | 2022 |